# Museo Comarcal del Urgel
El Museo Comarcal del Urgell  se encuentra en Tárrega. La sede del Museo se ubica en un antiguo casal urbano anterior al siglo XVII, de la familia Perelló, situado en la calle Mayor, en el centro histórico de la ciudad. 
El edificio acoge cuatro exposiciones permanentes: Exposición Tragedia al call. Tárrega 1348, Sales Nobles de cal Perelló, Los ibers en el Urgell y Antoni Alsina Amils. Un artista entre dos siglos (1863-1948).

## Historia

### Origen: Casa Perelló y Fundación del museo.
La casa Perelló es un conjunto total de tres casas que mandó construir Francesc de Perelló i Guiu, durante el siglo XVIII. Este personaje, hijo de labradores, provenía de l'Ametlla de Segarra, y se trasladó en Tárrega cuando estaba en proceso de ennoblecimiento para lucir su prestigio. Francesc de Perelló estaba casado con la noble Raimunda Roger de Llúria y de Çaportella. Él era un personaje ambicioso, autoritario, polémico, obsesionado con el dinero y el éxito social; de este modo se pasó la vida haciendo negocios, inversiones e iba adquiriendo tierras hasta acontecer uno de los hombres más ricos y poderosos de la zona de la Urgell y las zonas próximas. Durante veinte años, la casa Perelló aconteció un destacado centro de poder y de negocios. Se  instaló una tienda de ropa y artículos de mercería, pero no duró demasiado. También  había tiendas de bodegas y gra que recibían las cosechas de cereales y vino de la hacienda targarina. Seguramente, el aspecto que debía de tener el casalot de la calle Mayor, era rústico, con grandes salas y habitaciones, con valiosos muebles de estilo barroco.
Francesc de Perelló y Guiu murió el 1703, decidió legar la casa de Tárrega y una parte importante del patrimonio a su esposa Raimunda, con la que no tuvo hijos pero sí, quizás, uno de adoptado, Francesc Magí; al cual le dio los bienes troncales de la familia de la Ametlla y poblaciones del borde.
La señora Raimunda vivió en la casa Perelló hasta medios de 1707, pero debido a los peligros de la Guerra de Sucesión Española en el Urgell se traslada a Barcelona con su segundo marido Joan de Pinós i Rocabertí. Poco después Raimunda muere y da sus bienes a su marido, el cual los tuvo hasta el 1737. Después dio el casalot targarí al heredero de Francesc Magí, Jeroni Perelló y Andreu, que vivía a la Almendra de Segarra hasta que murió el 1767. Su heredero era Josep Antoni de Perelló y de Granero, casado con Anna Çanou y de Bordones, los cuales se instalaron en la casa Perelló de Tárrega. En este momento se da la etapa dorada del edificio, este matrimonio llevaron una vida de ostentación durante los dos decenios del siglo XVIII y los primeros años del siglo XIX;  había mucha vida porque siempre  había gente en la casa.
Josep Antoni de Perelló murió el 1807, y su esposa Anna, el 1811. De este modo el nuevo propietario de Cal Perelló fue el hermano del difunto, Francesc de Perelló y de Granero; y la casa volvió a entrar en una etapa de decadencia debido a la Guerra del Francés. Él vivió hasta el año 1816, cuando vuelve a Barcelona y muere en 1825 o 1826. El caserón pasó a Antoni de Perelló y de Zarza pero durante poco tiempo, ya que el joven muere en 1841. Él la dejó a su hija Anna de Perelló i de Llorens, que se casó con un noble de Barcelona que tenía un patrimonio importante de Tárrega, Josep Maria de Babot - Carreres i Feu, los cuales revitalizaron el caserón Perelló a mediados del siglo XIX, y volvió el protagonismo de la casa. Ahora se encontraba en una época de transformaciones sociales y progreso, la casa Perelló continuaba representando su aspecto señorial, mostrando la aristocracia rural del pasado de Cataluña.
Anna de Perelló i de Llorens murió hacia 1907, y sus hijos, Manel y Lluís se quedaron a vivir con sus esposas e hijos durante la última década del siglo XIX y principios del siglo XX. Pero debido a la Guerra civil y la época franquista, la etapa de Cal Perelló vuelve a decaer y se hizo como un espacio hacia el público durante los años ochenta del siglo XX.
En este momento, el 1982, el Ayuntamiento de Tárrega decidió comprar y rehabilitar el edificio para habilitarlo como un museo. De la casa se han conservado la fisonomía de las salas nobles, junto con el jardín de la primera planta, la capilla, la bodega y otros espacios de la casa. 

### Fundación del museo
La fundación del museo empezó cuando se descubrieron los hallazgos de fósiles a las canteras del Talladell. La acción de Bernat Noguera y sus prospecciones arqueológicas en el Castell de Mur, fue el otro pilar importante para la fundación del museo.
El año 1957 se realizó una junta administrativa definitiva en el museo. Y, por primera vez, el 1962 el museo abrió las puertas con dos salas; una sala era la parte de bajo del edificio del Ayuntamiento de Tárrega y la otra a la entrada del antiguo Palacio de los Marqueses de la Floresta. El mismo año, Joan Tous era quien dirigía el museo, hasta el principio de los años ochenta.
Finalmente, el 1981 se firmó el convenio de construcción del Museo Comarcal, a cargo del Ayuntamiento de Tárrega y la consejería de Cultura de la Generalidad de Cataluña.
La sede actual del Museo Comarcal del Urgell en la calle Mayor, n.º 11 de Tárrega se fundó el día 22 de octubre de 1994.

### Un museo con diferentes sedes
Las instalaciones del museo también contienen material etnológico, junto con un fondo fotográfico y un conjunto de vestuario importante, datado de principios del siglo XX; estos materiales fueron una donación por parte de la familia del escritor Manuel de Pedrolo. Se habilitó una sala en la planta baja del museo, dirigida a las exposiciones temporales.  
Junto con estas innovaciones dentro del museo, hoy el Museo Comarcal del Urgell ha ampliado sus sedes. Entre estas tenemos el nuevo Museo de la mecanización agraria Cal Trepat de Tárrega, que se sitúa a las afueras de Tárrega; importante por su patrimonio industrial de maquinaria agrícola y las innovaciones en el proceso de mecanización del campo del siglo XX. Y también dispone de varios yacimientos visitables, como la adoberia del Molí del Codina y en breve el Pozo del Hielo.